# گه فی (بدمینتون‌باز)
گه فی (انگلیسی: Ge Fei؛ زادهٔ ۹ اکتبر ۱۹۷۵) بدمینتون‌باز اهل چین است.